# جيمس فيرغسون (لاعب كرة الماء)
جيمس فيرغسون (بالإنجليزية: James Ferguson)‏ هو لاعب كرة الماء أمريكي، ولد في 27 أبريل 1949 في كوكومو في الولايات المتحدة.

## وصلات خارجية
- جيمس فيرغسون على موقع الاتحاد الدولي للسباحة (الإنجليزية)
- جيمس فيرغسون على موقع قاعة مشاهير السباحة الأمريكية (الإنجليزية)
- جيمس فيرغسون على موقع اللجنة الأولمبية الدولية (الإنجليزية)
- جيمس فيرغسون على موقع أوليمبيديا (الإنجليزية)